# Menesia bimaculata
Menesia bimaculata es una especie de escarabajo longicornio del género Menesia, categorizada en la tribu Saperdini, de la subfamilia Lamiinae. Fue descrita por Breuning en 1954.

## Descripción
Mide 6-9 mm de longitud.

## Distribución
Se distribuye por Malasia (Borneo).